# ورزشگاه شهری آویرو
ورزشگاه شهری آویرو (پرتغالی: Estádio Municipal de Aveiro) یک ورزشگاه فوتبال در آویرو، پرتغال است.
این ورزشگاه که در سال ۲۰۰۳ تأسیس شده دارای ۳۰٬۲۰۰ نفر ظرفیت می‌باشد و از سال ۲۰۰۳ تا ۲۰۱۵ ورزشگاه خانگی باشگاه فوتبال بیرامار بوده‌است.